# Бандаж (медицина)

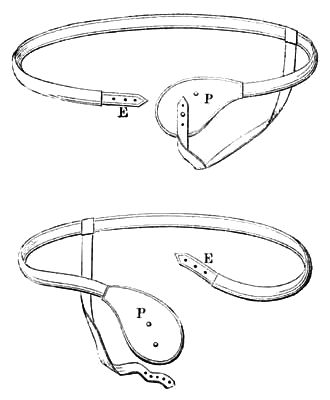
Тросові накладки для пахової грижі, 1885 р.

Бандаж (фр. bandage, дослівно — перев'язка) — в медицині, особливий вид фіксувально-стискальної пов'язки.
Перші бандажі для грижі називали «тросовими накладками» (1885).

## Види
Поділяють на м'які, тверді, із вставками.
За місцем застосування, розрізняють: протигрижовий, «паховий», торакальний (грудну клітку, молочну залозу), абдомінальний, для вагітних, післяопераційний, при опущенні органів.

## Призначення
Бандаж використовують для корекції, фіксації та превентивного лікування у різних галузях медицини.
Потрібно пам'ятати, що бандаж варто застосовувати лише за рекомендацією лікаря.
Для виготовлення бандажу використовують найрізноманітніші тканини (природні, синтетичні). В минулому використовували шкіру та її замінники.

## Галузі застосування
Спортивна медицина — пов'язки на руки, рідше ноги, живіт для запобігання травмування суглобів та їх сухожилково-зв'язкового апарату. Накладають смужкою міцної тканини (відповідної ширини та довжини) чи особливо густого бинту. Окремо виділяють спортивний або захисний бандаж на промежину.
Акушерство — використовують допологові та післяпологові бандажі на нижню частину живота. Найчастіше це фабричні бандажні-пояси з м'яких гіпоалергенних волокнистих матеріалів, різних розмірів та форм. Також є бандаж-корсет з дротяною основою.
Ортопедія — бандаж на хребет (різні відділи) для корекції постави на початкових етапах захворювання.
Травматологія — бандажі для фіксації кінцівки після травми чи після операції на них. Також широкий пояс (понад 50 см) спеціальної форми та різних розмірів, що накладають на грудну клітку, наприклад, при переломі ребер.
Урологія — особливої форми бандаж на промежину (калитка, зовнішні статеві органи) що притискає чи надає форму. Є інший вид пов'язок, мета яких створити ефект «підвішаного стану» — суспензорій. Окрім того застосовують фіксувальний бандаж для блукаючої нирки.
Загальна хірургія — грижеві бандажі у вигляді поясу з виступом в середину в місці грижі, коли неможливо виконати операцію. Післяопераційні бандажі для попередження розходження швів на післяопраційній рані.
Також у хірургії є поняття бандажування шлунку, особливий вид операції, метою якої є встановлення бандажу (кільця), для схуднення.

## Особливості використання
Бандаж загалом необхідно носити щодня, на ніч знімаючи. Є методи лікування, які зумовлюють необхідність постійного носіння. Критично постає питання особистої гігієни, так як тканина бандажу забруднюється і набуває специфічного запаху (залежно від місця накладання, пори року та рухового режиму).
Найчастішими ускладненнями є потертості, пітниця, фурункульоз та фурункуліт. Проте зустрічаються і більш складні — піодермія, виразки та інші.
В такому випадку необхідно використовувати кілька бандажів, замінюючи при необхідності (використанні, наприклад перуть чи відмивають та сушать), оглядати періодично місця накладання бандажу, виконувати гігієнічні процедури.